# Stadtzentrum (Auxerre)
Koordinaten: 47° 48′ N, 3° 34′ O
Centre-ville ist eines von elf Stadtvierteln von Auxerre und bildet das Stadtzentrum. Neben den Hauptgeschäftsstraßen findet man auch die meisten Verwaltungen: das Rathaus, den Départementrat, die Préfecture des Département Yonne und den Palais de Justice.

## Lage
Centre-ville liegt im Herzen der Stadt. Es ist von großen Boulevards (de la Chaînette, du 11 novembre und Vaulabelle) umgeben.

## Verkehr
Mit den Buslinien Léo Nr. 1, 2, 4, 5 und 7 kommt man schnell zur Haltestelle Arquebuse. Im Zentrum und seiner nahen Umgebung verkehren außerdem zwei kostenlose Elektrobusse.

## Städtebau

### Architektur
Zahlreiche bunte Fachwerkhäuser prägen das Bild des Stadtzentrums.

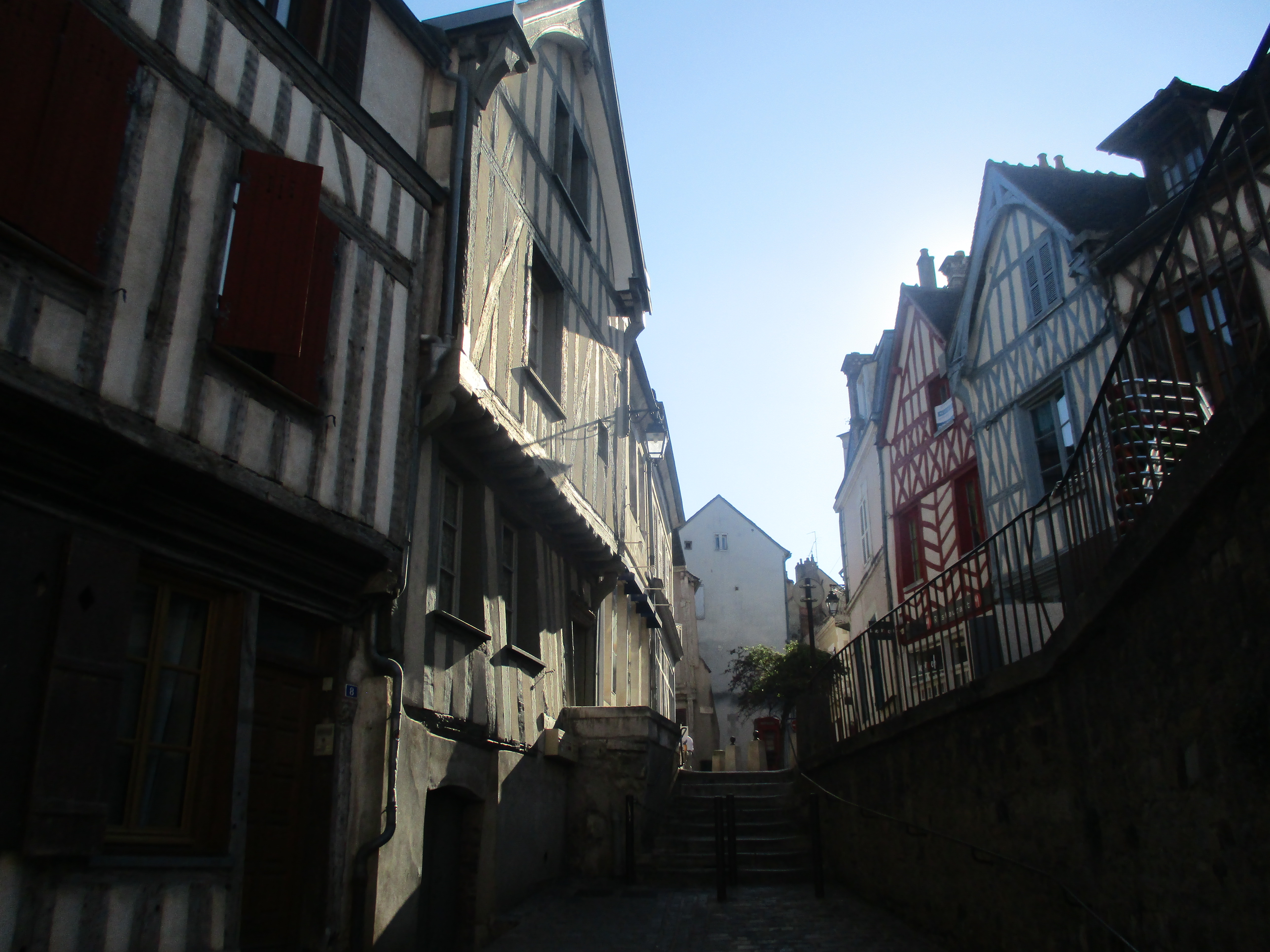
Rue de l’Yonne
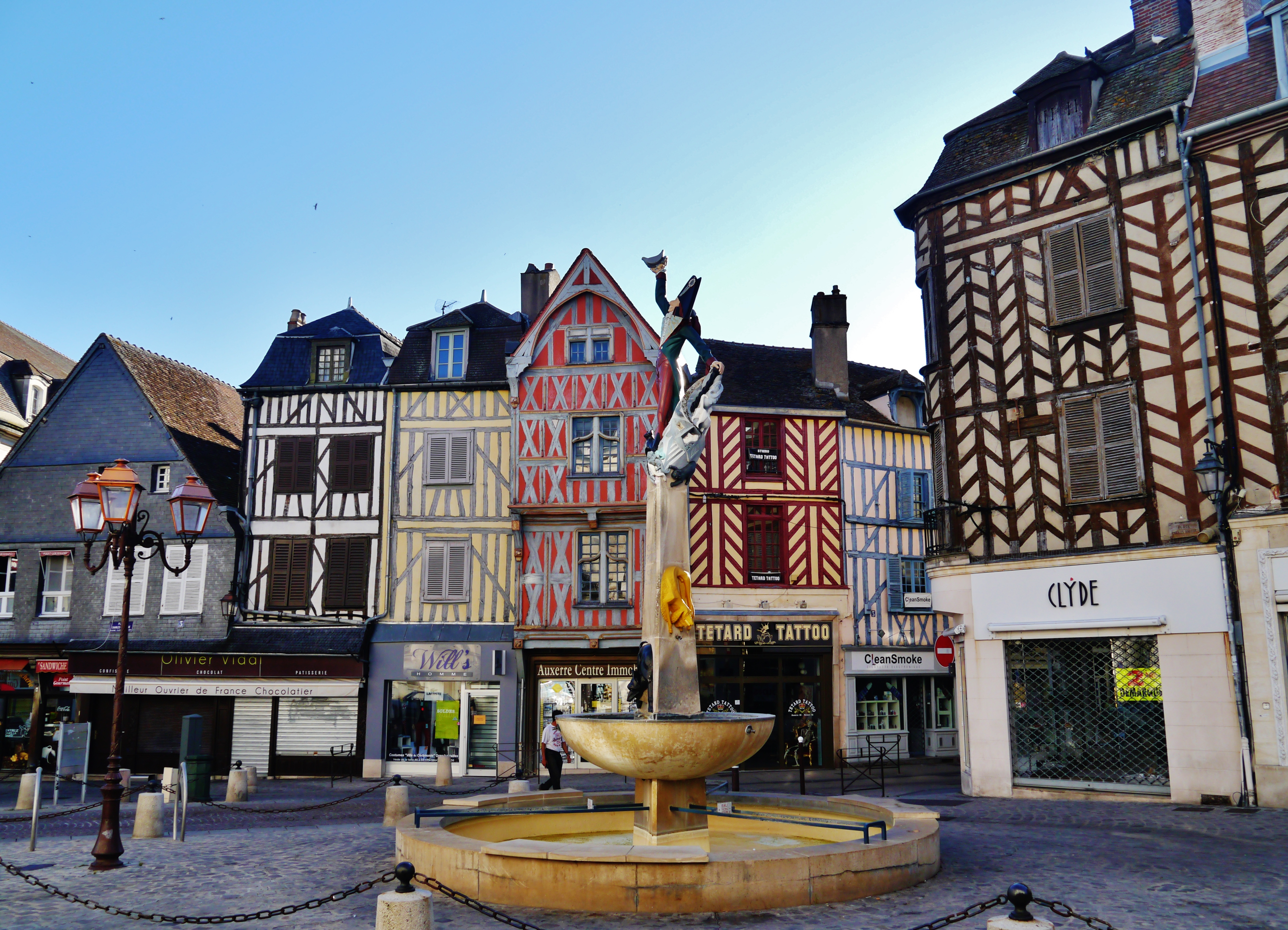
Place Charles Lepère
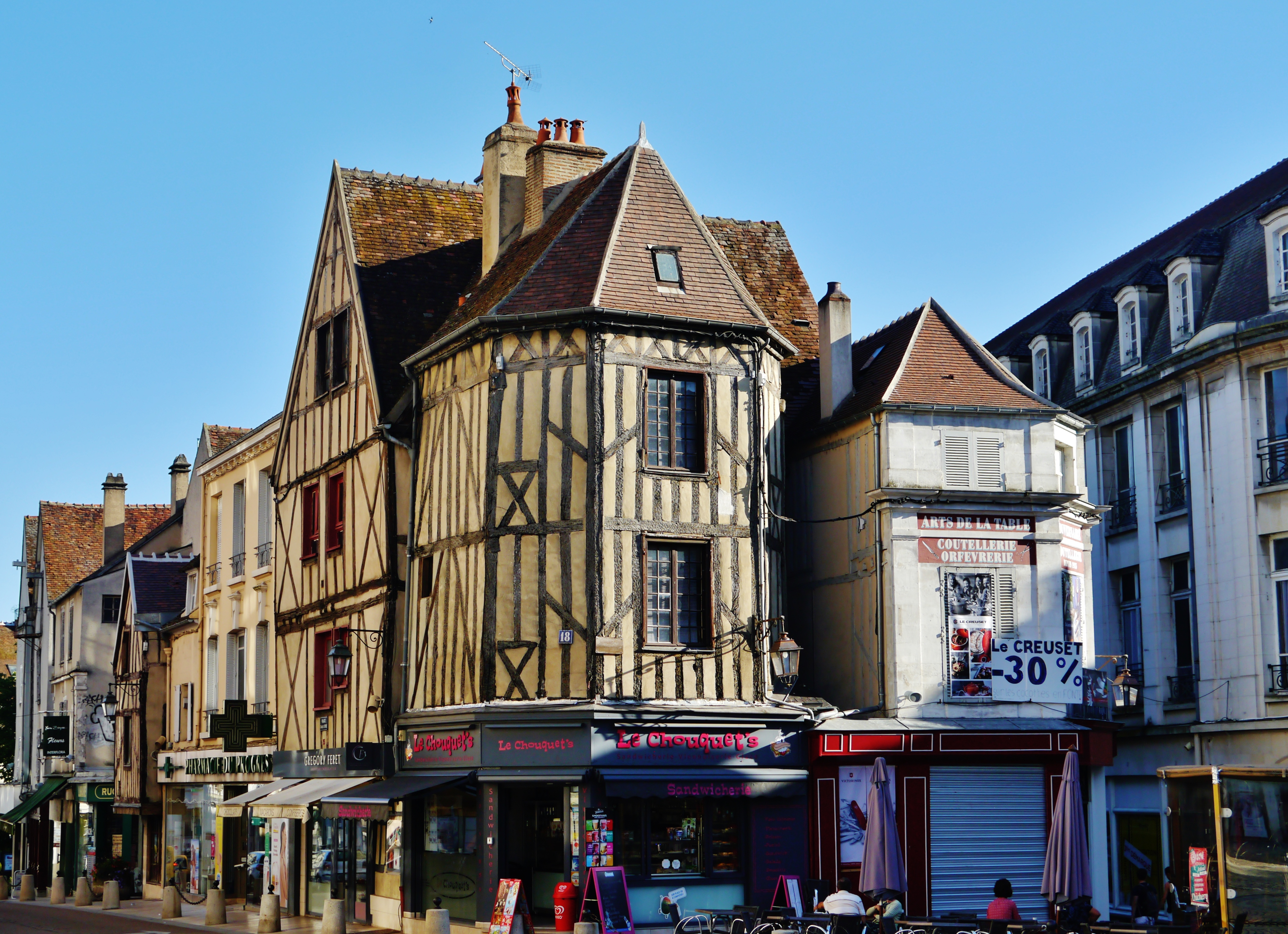
Place Charles Lepère
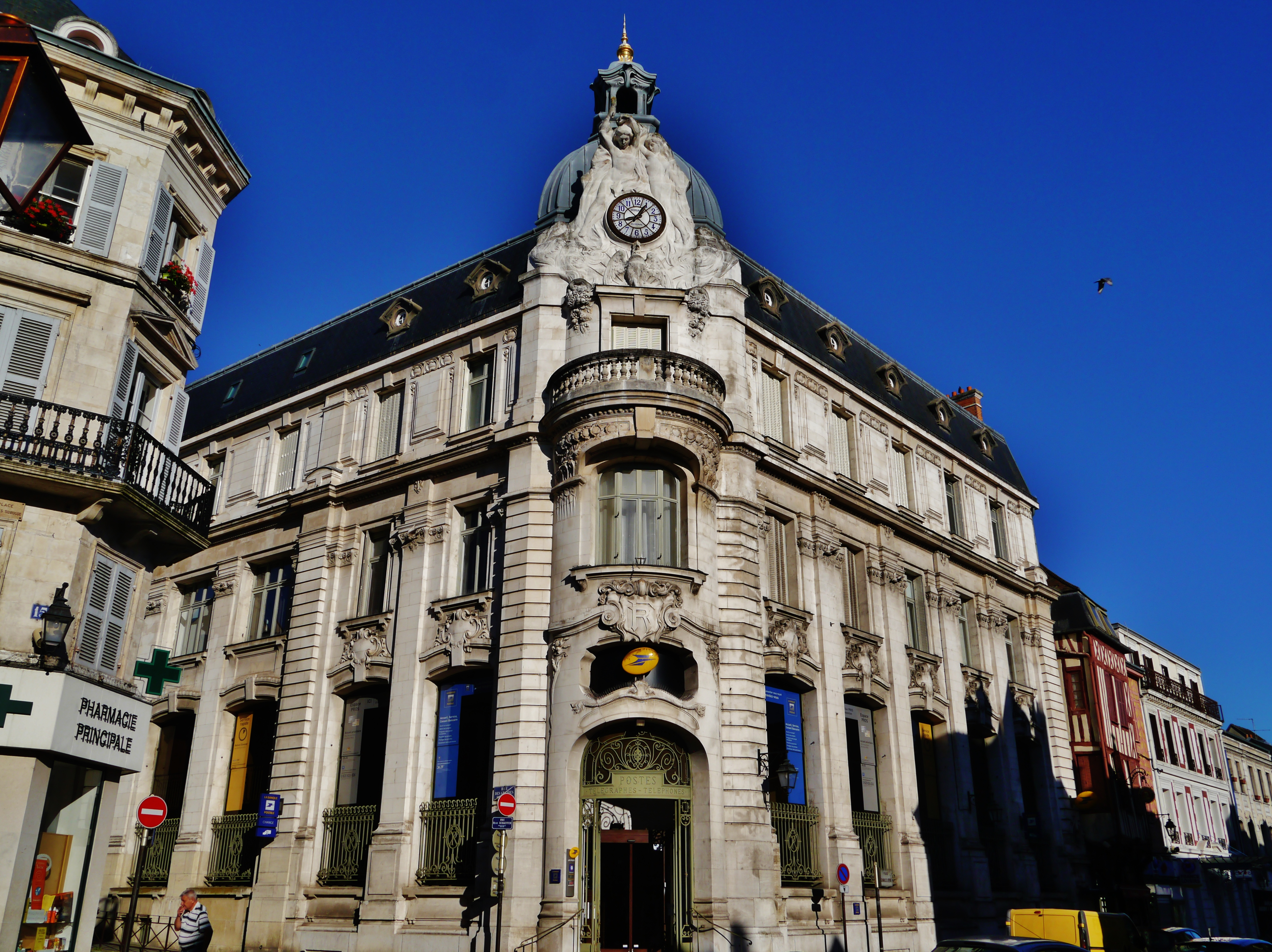
La Poste

### Grünflächen
Im Stadtzentrum gibt es mehrere kleine Grünflächen:
- Square Simone Veil
- Parc Paul Bert
- Parc Maréchal Davout
- Place de l’Arquebuse
- Ufer der Yonne

## Geschäfte
Im Stadtzentrum gibt es viele Geschäfte. Allerdings gibt es, wie in zahlreichen anderen Kleinstädten, auch viele Leerstände.
Die wichtigsten Geschäftsstraßen sind:
- Rue du Temple
- Rue de Paris
- Rue de la Draperie
- Rue de l’Horloge
- Rue Fécaudrie
- Rue Joubert
- Rue du Pont

## Sehenswürdigkeiten

### Öffentliche Gebäude
- L’Hôtel de Ville d’Auxerre (Rathaus)
- La Préfecture de l’Yonne (Departement-Verwaltung)
- Le Palais de Justice (Gerichtsgebäude)
- Sitz der Communauté d’agglomération de l’Auxerrois (Verwaltung der Verbandsgemeinde)

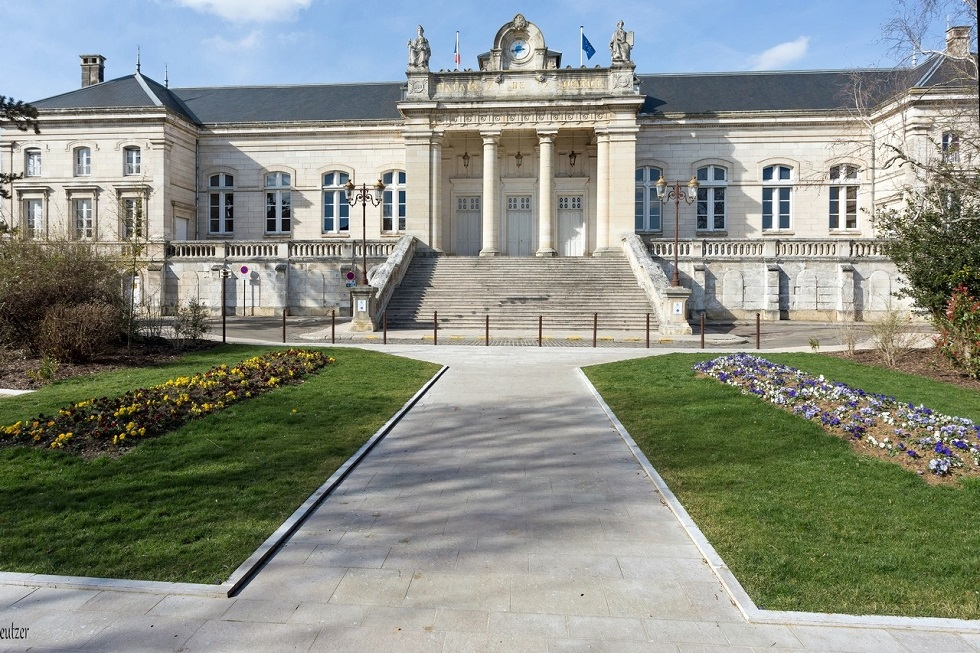
Palais de Justice d’Auxerre.
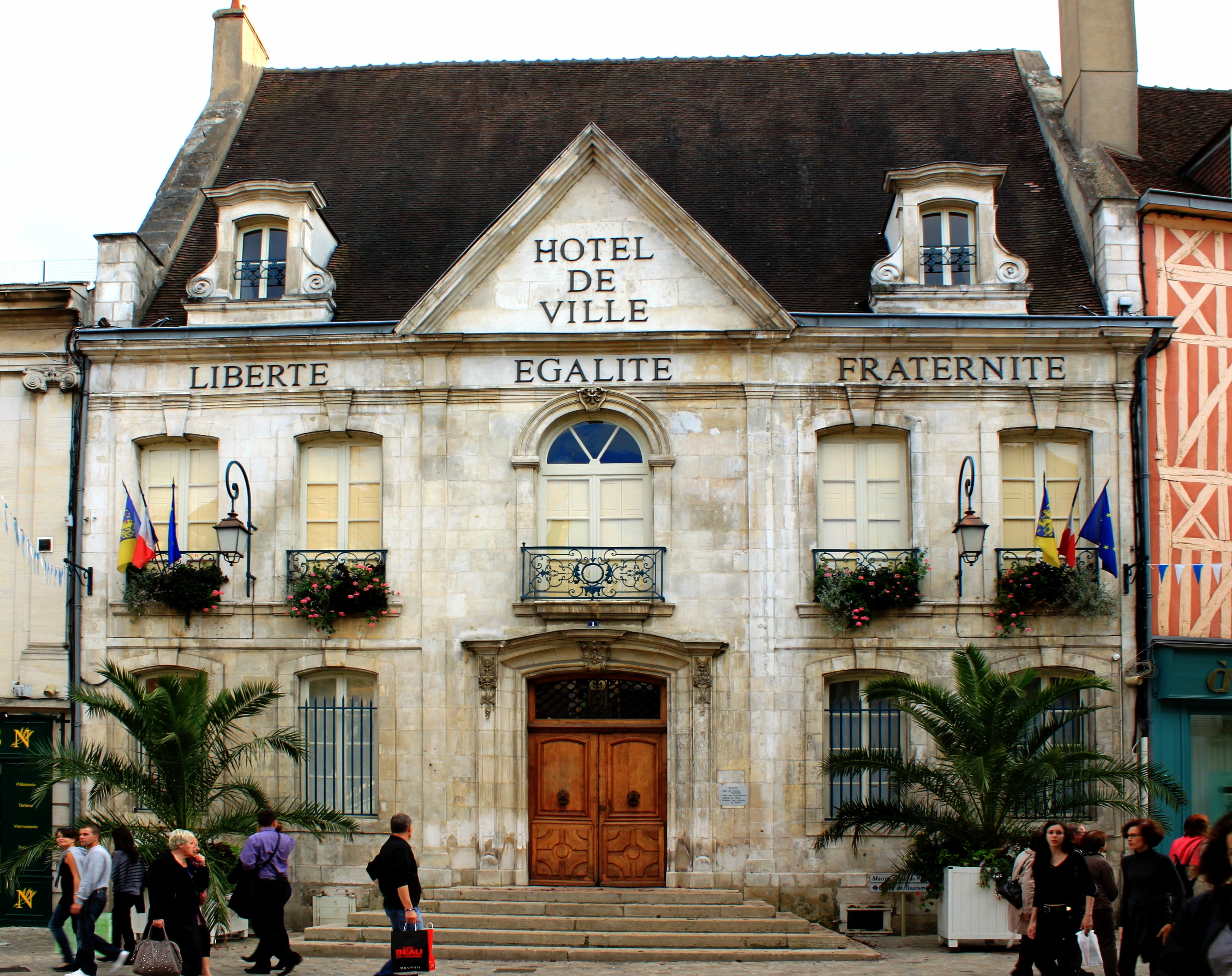
Hôtel de Ville d’Auxerre.
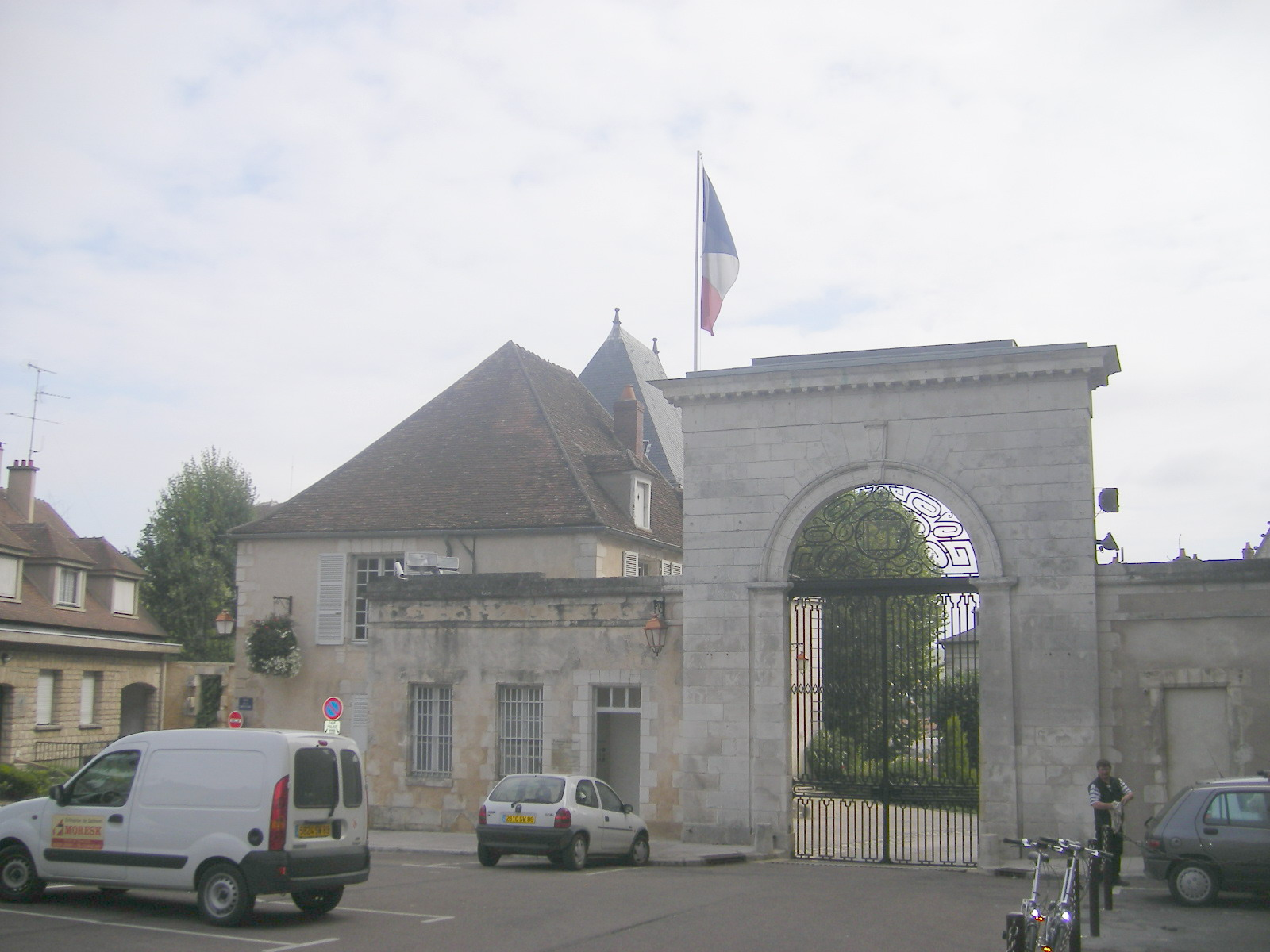
Préfecture de l’Yonne à Auxerre.

### Schulen
Im Stadtzentrum gibt es mehrere Schulen:
- L’école maternelle Jean Zay (Kindergarten)
- L’école élémentaire Jean Zay (Grundschule)
- L’école maternelle de Paris
- L’école élémentaire de Paris
- L’école maternelle Montessori (privée) (Privatschule)
- L’école élémentaire Montessori (privée)
- L’école Sainte-Marie (privée)
- Lycée professionnel Saint-Germain (Berufsschule)
- Lycée général Jacques Amyot (Gymnasium)

### Plätze
Hier eine Auswahl der Plätze im Zentrum von Auxerre:
- Place des Cordeliers
- Place Saint-Germain
- Place Saint-Étienne
- Place Charles Surugue
- Places Charles Lepère

### Altbauten (Monumente)
Im Stadtzentrum befinden sich zahlreiche alte Bauwerke:
- Uhrenturm von Auxerre

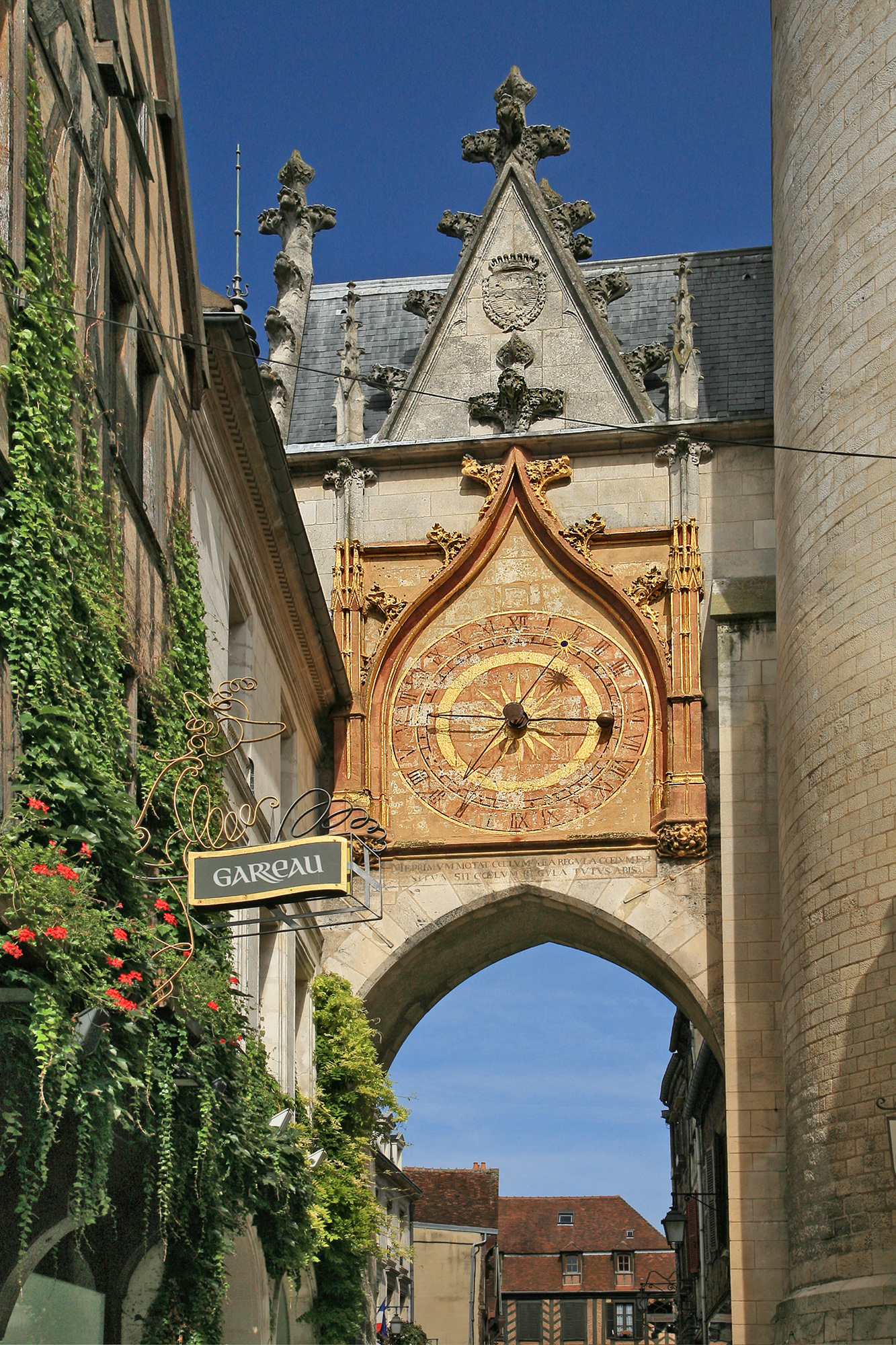
Uhrenturm
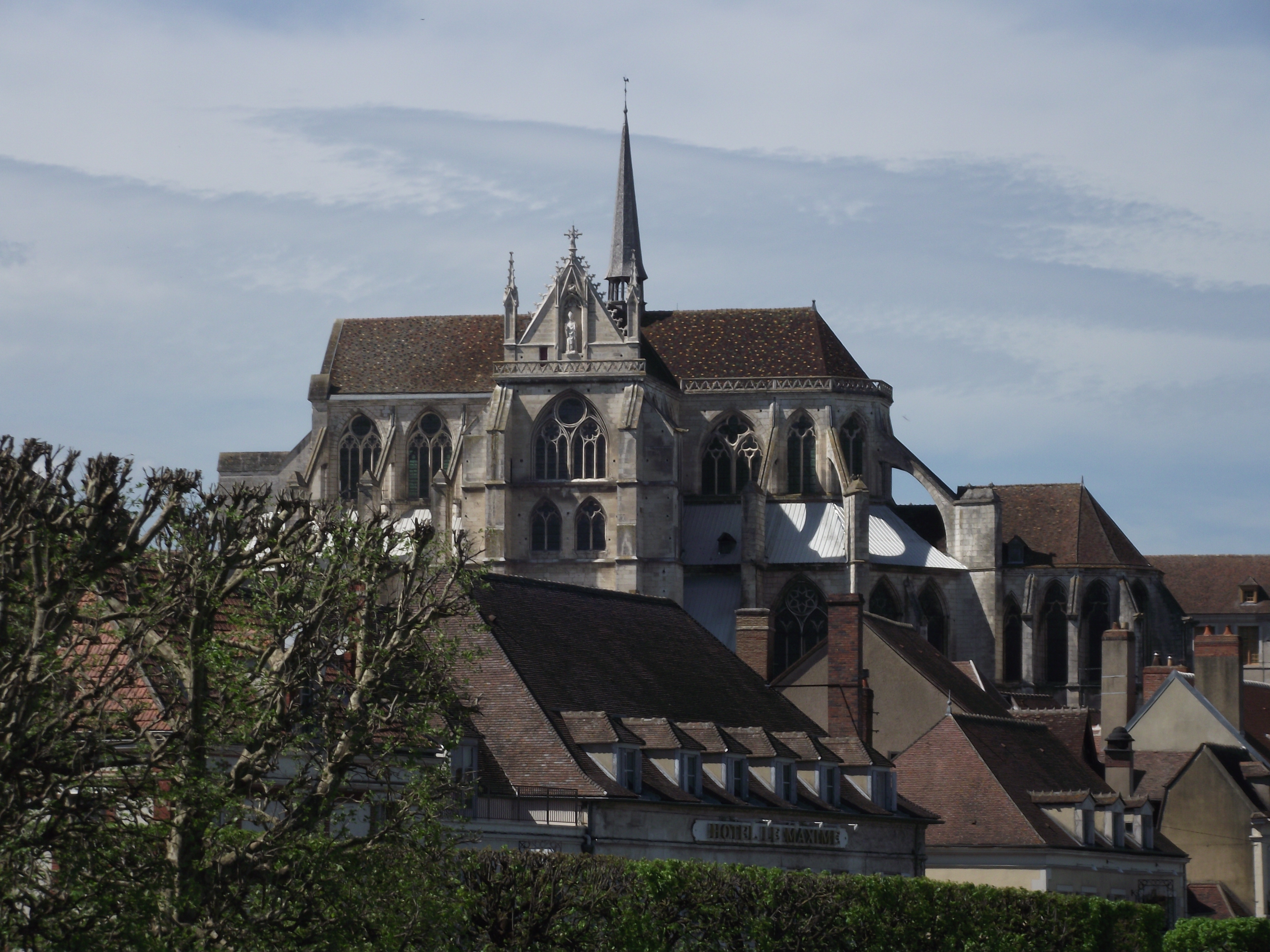
Abtei Saint-Germain
- Kathedrale von Auxerre
- Église Saint-Eusèbe
- Église Saint-Pierre
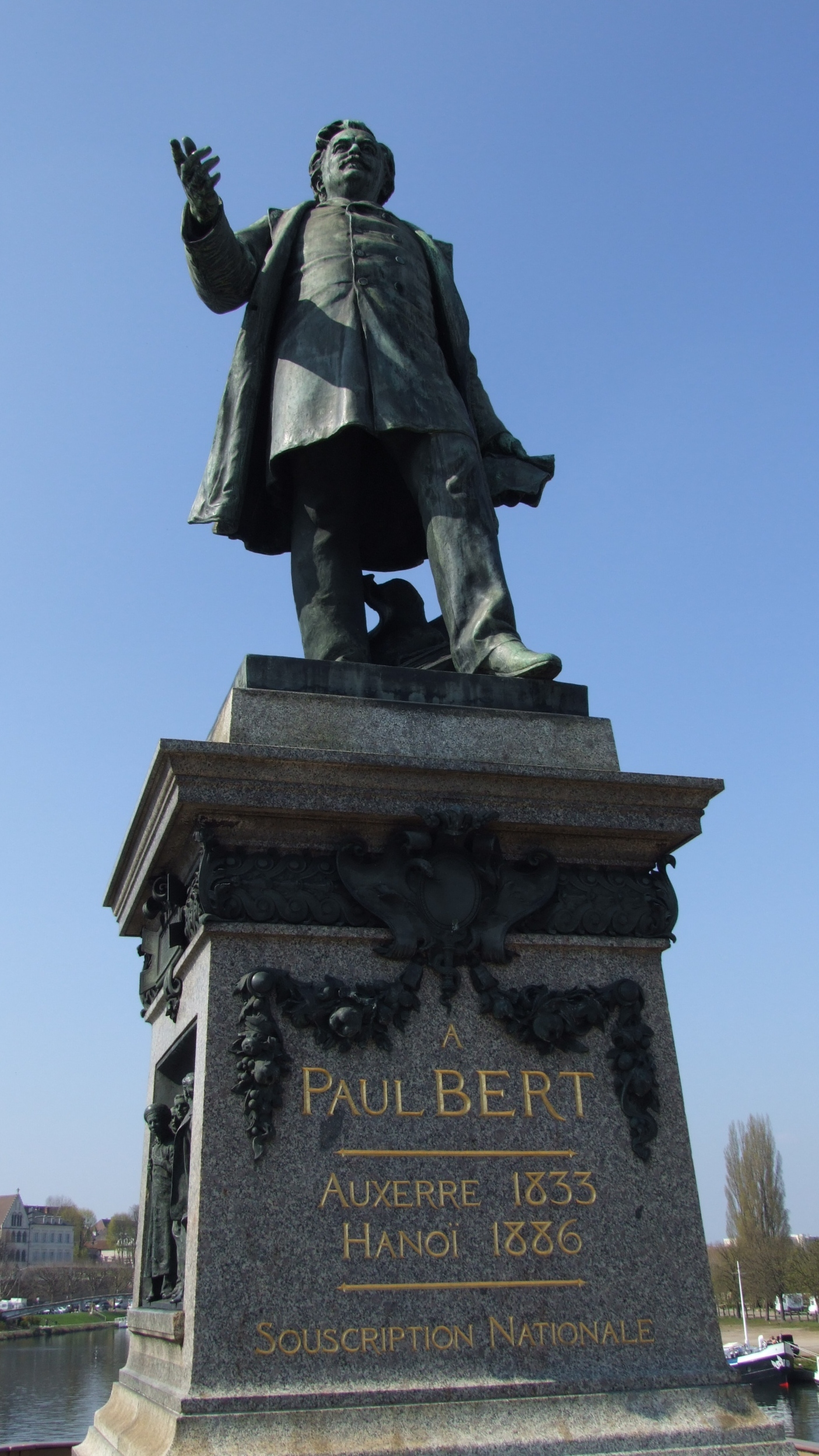
Statue Paul Bert
- Statue von Marie Noël
- Statue von Cadet Rousselle

- Uhrenturm
- Abtei Saint-Germain
- Statue von Paul Bert.

### Kulturelle Einrichtungen
Folgende Einrichtungen stehen in oder um das Stadtzentrum zur Verfügung:
- Kino CGR Auxerre
- Städtisches Theater
- Städtische Bibliothek
- Museum Leblanc-Duvernoy
- Museum der Abtei Saint-Germain
- Naturkundemuseum mit Park

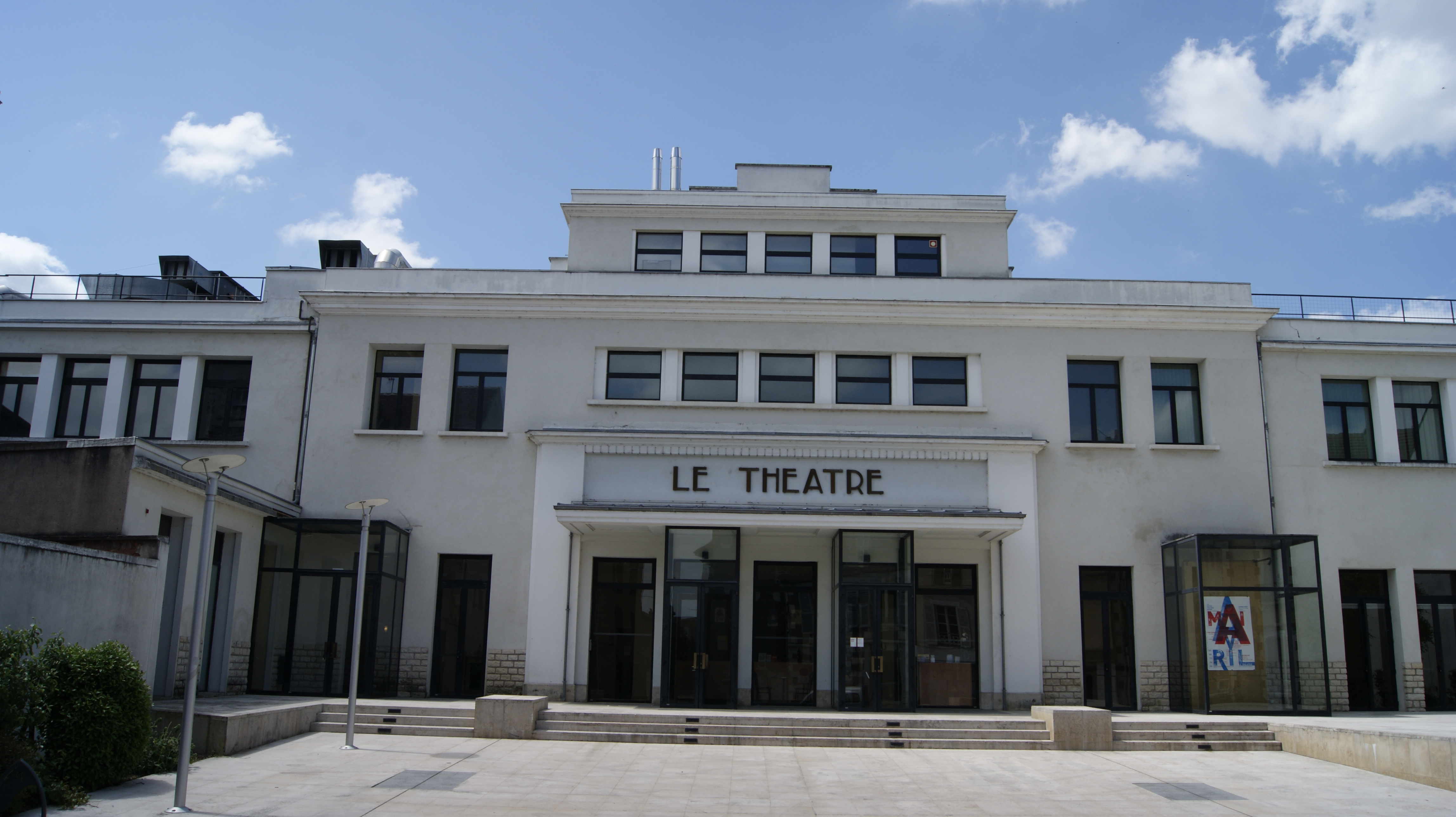
Theater
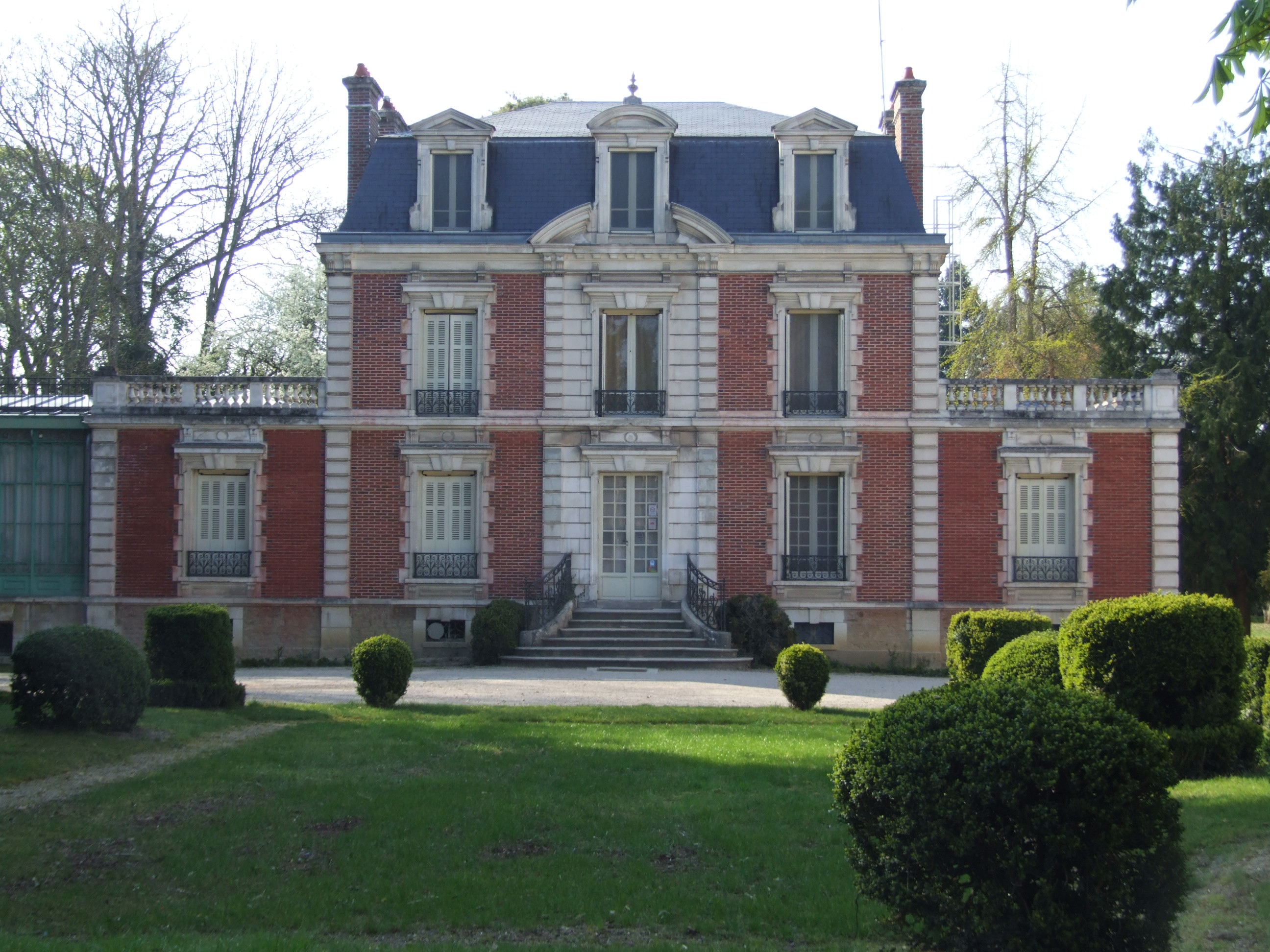
Naturkundemuseum

## Veranstaltungen
- Am ersten Sonntag im November findet in der Rue du Temple und auf dem Boulevard du 11 novembre der Foire Saint–martin (deutsch Martinsmarkt) statt.[3]
- Die Corrida findet jedes Jahr statt. Dabei handelt es sich um ein Rennen, das im Stadtzentrum in der Vorweihnachtszeit (normalerweise in der zweiten Dezemberhälfte) und nachts stattfindet. Es profitiert so von einem zauberhaften Rahmen, da die Weihnachtsbeleuchtung das Zentrum verschönert.
- Jede Woche ist «Markttag» am Place Charles Surugue und am Place de la Mairie.
- Hinzu kommen noch einige Sonderveranstaltungen, die dann meist am Wochenende abgehalten werden.